# Andrew Mehrtens

a Compétitions nationales et continentales officielles uniquement.

b Matchs officiels uniquement.
Dernière mise à jour le 26 juin 2011.
Andrew Philip Mehrtens, né le 28 avril 1973 à Durban (Afrique du Sud), est un joueur de rugby néo-zélandais évoluant au poste de demi d'ouverture. Avec les Crusaders, il remporte quatre Super 12 en 1998, 1999, 2000 et 2002.
Il compte 70 sélections en équipe de Nouvelle-Zélande de 1995 à 2004 et gagne quatre Tri-nations en 1996, 1997, 1999, 2002.

## Carrière
Issu d'une grande famille de joueurs de rugby (son grand-père est All Black et son père joue avec les All Blacks juniors), il joue pour la première fois avec les All Blacks en 1995 (il devient le n° 944) et marque instantanément les esprits en inscrivant 28 points. 
La même année, il est convoqué pour disputer la Coupe du monde 1995. Il s'illustre notamment en inscrivant la totalité des points des All Blacks lors de la finale perdue face à l'Afrique du Sud répartis en trois pénalités et un drop. 
Il détient de nombreux records : les deux plus grands nombres de points marqués contre la même nation (209 points contre l'Afrique du Sud et 202 points contre l'Australie), le plus grand nombre de points marqués pour les All Blacks; il détient le record de points marqués dans le Tri-nations, jusqu'à ce que Daniel Carter le dépasse.
Connu pour son remarquable jeu au pied, tant dans la direction du jeu par des coups de pied de déplacement longs et précis que dans son efficacité diabolique dans le rôle de buteur, il est considéré comme le digne successeur de Grant Fox à son poste. Ce véritable tacticien, capable d'imprimer le rythme d'un match et de contrôler est cependant parfois critiqué pour la frilosité de son jeu à la main ainsi que sa relative faiblesse en défense.
Il est également une pièce maîtresse de sa province des Crusaders avec qui il gagne le Super 12 à quatre reprises. Malheureusement, son palmarès avec les All Blacks est moins élogieux : malgré quelques titres de Tri-nations, il n'a pas de coupe du monde à son palmarès. Il ne participe d'ailleurs pas à la coupe du monde 2003 à la suite d'une baisse de forme et des blessures à répétitions. Ne jouant pas avec l'équipe nationale, il rejoint l'Angleterre et le club des Harlequins en 2005. Il aide le club à remonter en première division en inscrivant 225 points en 25 matchs avant de signer pour le Rugby club toulonnais entraîné par Tana Umaga en 2007. Pour son dernier match avec les Harlequins, il inscrit un essai, cinq transformations, deux pénalités, un drop. Il remporte le Championnat de France Pro D2 en 2008 avec Toulon, puis rejoint le Racing Métro 92, où il gagne une nouvelle fois ce championnat. En quatre saisons, il gagne trois championnats de deuxième division et participe à la remontée au plus haut niveau de trois clubs différents.
Pour la saison 2009-2010, il reste au Racing et joue en Top 14, puis signe un contrat de trois ans avec l'AS Béziers Hérault, club de Fédérale 1, lors la saison 2010-2011. Il devient rapidement une pièce maîtresse du club. Lors du quart de finale retour du championnat Fédérale 1 contre l'US bressane Pays de l'Ain, il inscrit 25 points sur 35 de son équipe et participe grandement a la qualification, l'AS Béziers obtient sa qualification en Pro D2 en battant l'US Tyrosse rugby Côte sud puis remporte le championnat face au Club athlétique Périgueux Dordogne (13-6). Pour la saison 2011-2012, Andrew Mehrtens est chargé de l’entraînement des arrières de l'AS Béziers Hérault, avec Philippe Benetton en manager général. Andrew garde tout de même une licence de joueur pour cette saison en ProD2[réf. nécessaire]. Pour la saison 2012-2013, il prend les rênes du club après les évictions successives de Philippe Benetton puis de Claude Saurel, qui l'avait remplacé. En février, il est démis de ses fonctions d'entraîneur et devient alors ambassadeur du club. Il retourne en Australie en janvier 2014 pour prendre en charge l'entraînement du jeu aux pieds de la franchise des New South Wales Waratahs.

## Statistiques

### En équipe nationale
De 1995 à 2004, Andrew Mehrtens compte 70 sélections avec les All-Blacks, inscrivant 967 points. Avec les Kiwis, il dispute deux Coupe du monde en 1995 et 1999. Il participe à huit éditions du Tri-nations en 1996, 1997, 1998, 1999, 2000, 2001, 2002 et 2004.

## Palmarès

### En club
- Vainqueur du Super 12 : 1998, 1999, 2000, 2002
  - Finaliste : 2003, 2004, 2005
- Nombre de matchs de Super 12 : 87 avec les Crusaders
- Nombre de points en Super 12 : 990 (record)
- vainqueur du Championnat d'Angleterre de D2 : 2006
- Champion de France de Pro D2 : 2008 et 2009. record du drop le plus rapide lors d'un match de rugby au bout de 12 secondes de jeu contre La Rochelle à Toulon (victoire 36-0)
- Champion de France de Fédérale 1 en 2011 avec l'AS Béziers

### En équipe nationale
- 70 sélections en équipe de Nouvelle-Zélande entre 1995 et 2004
- 967 points marqués dont 7 essais, 169 transformations, 188 pénalités et 10 drops.
- Sélections par année : 8 en 1995, 8 en 1996, 6 en 1997, 7 en 1998, 10 en 1999, 9 en 2000, 11 en 2002, 4 en 2004
- Vainqueur des Tri-nations : 1996, 1997, 1999, 2002

En coupe du monde :
- 1999 : 5 sélections (Tonga, Angleterre, Écosse, France, Afrique du Sud)
- 1995 : vice-champion du monde, 5 sélections (Irlande, Pays de Galles, Écosse, Angleterre, Afrique du Sud)